# 奧古斯塔龍屬
奧古斯塔龍屬（學名：Augustasaurus）是鰭龍超目的一屬。奧古斯塔龍與皮氏吐龍都屬於皮氏吐龙类。近年親緣分支分類法分析發現，皮氏吐龙类被認為是蛇頸龍目的干群。模式種是A. hagdorni，是在1997年命名。

## 詞源
奧古斯塔龍的屬名意為「奧古斯塔山脈的蜥蜴」，奧古斯塔山脈位於內華達州西北部，是奧古斯塔龍的化石發現地；種名則是以古生物學家Hans Hagdorn為名。

## 敘述

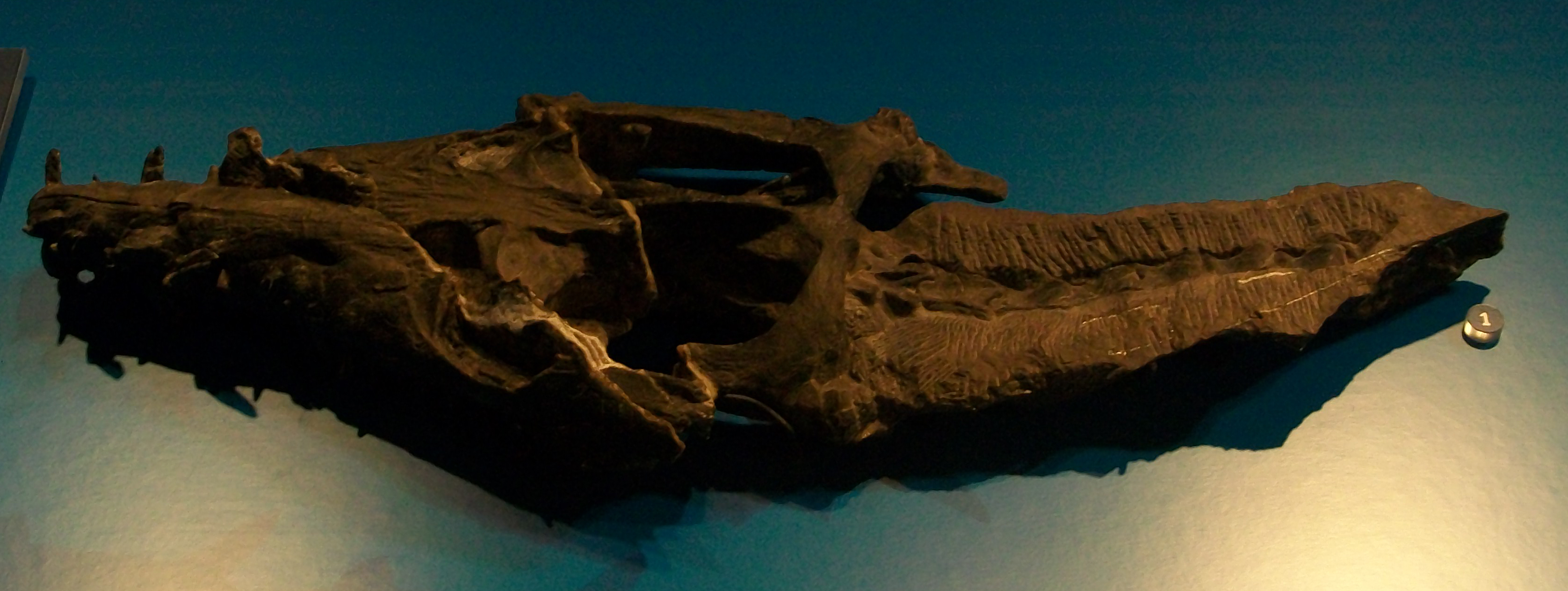
奧古斯塔龍的頭顱骨，芝加哥菲爾德博物館

奧古斯塔龍與皮氏吐龍的頭骨具有許多共同的特徵，例如：高且刀狀的上顳弓（Temporal arch）。吻突鈍，前上頜骨與上頜骨的牙齒呈長牙狀，鱗狀骨呈方狀。
奧古斯塔龍的背椎神經棘低矮。鳥喙骨大，形狀類似蛇頸龍亞目。奧古斯塔龍缺乏鳥喙孔（Coracoid foramen），類似Corosaurus。頸部肋骨具有前突。如同大部分蛇頸龍類，奧古斯塔龍的脊椎具有厚的橫突。

## 地理分佈
奧古斯塔龍的正模標本發現於美國內華達州的奧古斯塔山脈的Favret地層，地質年代為三疊紀中期。

## 外部連結
- http://www.vertpaleo.org/publications/jvp/22-577-592.cfm（页面存档备份，存于）
- https://web.archive.org/web/20071210085257/http://www.plesiosaur.com/database/genusIndividual.php?i=32
- https://web.archive.org/web/20081005203917/http://www.palaeos.com/Vertebrates/Units/220Lepidosauromorpha/220.400.html